# Unidade flutuante de armazenamento e transferência

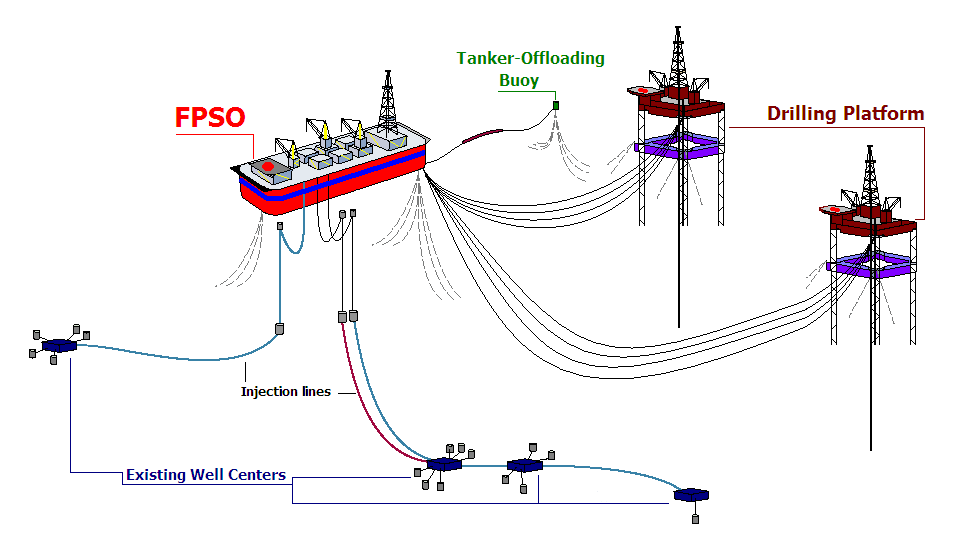
Diagrama de uma unidade flutuante de produção, armazenamento e descarga.

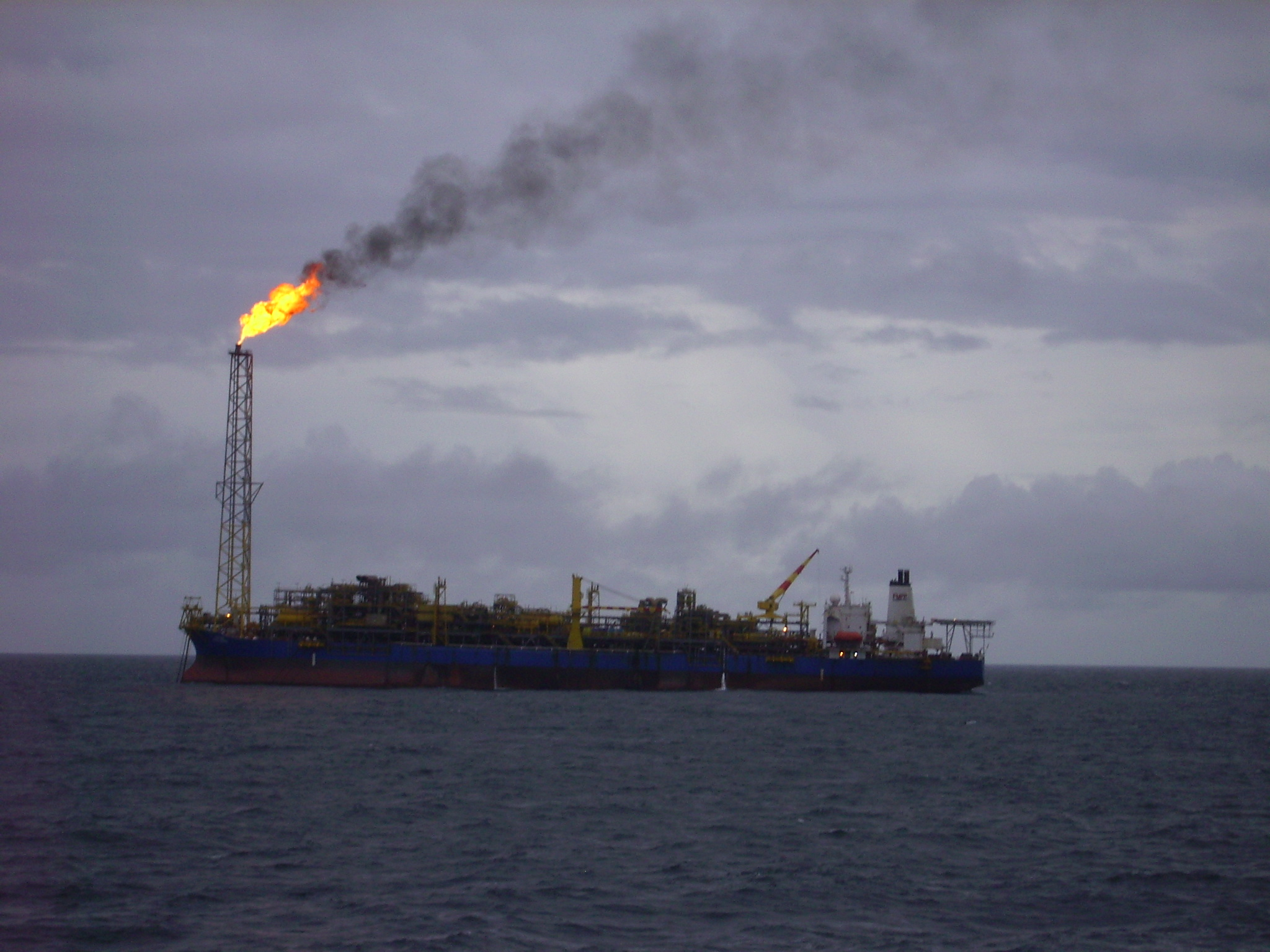
FPSO Mystras

Unidade flutuante de produção, armazenamento e transferência (em inglês Floating Production Storage and Offloading, FPSO, como abreviado no mercado de produção de petróleo) é um tipo de navio utilizado pela indústria petrolífera para a exploração (produção), armazenamento petróleo e/ou gás natural e escoamento da produção por navios cisterna (petroleiros). São utilizados em locais de produção distantes da costa com inviabilidade de ligação por oleodutos ou gasodutos.
O termo ganhou notoriedade com o envolvimento da construção das plataformas P67 e P70 da Petrobras na Operação Lava Jato.